# Nicolina da Varano
Nicolina da Varano (Camerino, ... – Camerino, 1429) è stata una nobile italiana.
Fu principessa consorte di Capua, contessa consorte di Foggia e Montone, e signora consorte di Arcevia, Assisi, Bologna, Cannara, Castel Bolognese, Castel San Pietro Terme, Cingoli, Città della Pieve, Città di Castello, Gualdo Cattaneo, Gualdo Tadino, Jesi, Medicina, Montecassiano, Narni, Nocera Umbra, Orte, Orvieto, Ostra Vetere, Perugia, Pieve di Cento, Rieti, San Gemini, Sassoferrato, Spello, Spoleto, Teramo, Terni e Todi.

## Biografia
Era la figlia di Rodolfo III da Varano, condottiero e signore di Camerino, e di Costanza Smeducci. Sposò in prime nozze nel 1411 Galeotto Malatesta (1395-1414), figlio di Andrea Malatesta, e in seconde nozze nel 1418 il famoso capitano di ventura Andrea Fortebraccio, noto come Braccio da Montone. Dopo la sua morte, avvenuta il 5 giugno 1424, Nicolina assunse il governo di Città di Castello e di Montone, nella speranza di consegnarle poi al figlio Carlo (1421-1479), avuto da Andrea. Papa Martino V, che da poco aveva recuperato i propri territori, intimò a Nicolina di restituirgli i suoi possedimenti, ma ella rifiutò e fu assediata a Montone nel 1429, subendo anche la scomunica. Costretta a cedere, si ritirò a Camerino, dove morì dopo poco tempo.

## Ascendenza
|                       |   |                                   | Genitori            |  |  | Nonni |  |  | Bisnonni             |  |  | Trisnonni            |  |
|                       |   |                                   |                     |  |  |       |  |  | Berardo II da Varano |  |  | Gentile II da Varano |  |
|                       |   |                                   |                     |  |  |       |  |  | Berardo II da Varano |  |  | Gentile II da Varano |  |
|                       |   | ?                                 |                     |  |  |       |  |  | Berardo II da Varano |  |  |                      |  |
| Gentile III da Varano |   |                                   |                     |  |  |       |  |  | Berardo II da Varano |  |  |                      |  |
|                       |   | Bellafiore di Gualtiero Brunforte | Gualtiero Brunforte |  |  |       |  |  |                      |  |  |                      |  |
|                       |   | Bellafiore di Gualtiero Brunforte | Gualtiero Brunforte |  |  |       |  |  |                      |  |  |                      |  |
|                       |   | Bellafiore di Gualtiero Brunforte | ?                   |  |  |       |  |  |                      |  |  |                      |  |
| Rodolfo III da Varano |   | Bellafiore di Gualtiero Brunforte |                     |  |  |       |  |  |                      |  |  |                      |  |
|                       |   | ?                                 | ?                   |  |  |       |  |  |                      |  |  |                      |  |
|                       |   | ?                                 | ?                   |  |  |       |  |  |                      |  |  |                      |  |
|                       |   | ?                                 | ?                   |  |  |       |  |  |                      |  |  |                      |  |
| Teodora Salimbeni     |   | ?                                 |                     |  |  |       |  |  |                      |  |  |                      |  |
|                       |   | ?                                 | ?                   |  |  |       |  |  |                      |  |  |                      |  |
|                       |   | ?                                 | ?                   |  |  |       |  |  |                      |  |  |                      |  |
|                       |   | ?                                 | ?                   |  |  |       |  |  |                      |  |  |                      |  |
| Nicolina da Varano    |   | ?                                 |                     |  |  |       |  |  |                      |  |  |                      |  |
|                       | ? | ?                                 |                     |  |  |       |  |  |                      |  |  |                      |  |
|                       | ? | ?                                 |                     |  |  |       |  |  |                      |  |  |                      |  |
|                       | ? | ?                                 |                     |  |  |       |  |  |                      |  |  |                      |  |
| ?                     | ? |                                   |                     |  |  |       |  |  |                      |  |  |                      |  |
|                       |   | ?                                 | ?                   |  |  |       |  |  |                      |  |  |                      |  |
|                       |   | ?                                 | ?                   |  |  |       |  |  |                      |  |  |                      |  |
|                       |   | ?                                 | ?                   |  |  |       |  |  |                      |  |  |                      |  |
| Costanza Smeducci     |   | ?                                 |                     |  |  |       |  |  |                      |  |  |                      |  |
|                       |   | ?                                 | ?                   |  |  |       |  |  |                      |  |  |                      |  |
|                       |   | ?                                 | ?                   |  |  |       |  |  |                      |  |  |                      |  |
|                       |   | ?                                 | ?                   |  |  |       |  |  |                      |  |  |                      |  |
| ?                     |   | ?                                 |                     |  |  |       |  |  |                      |  |  |                      |  |
|                       |   | ?                                 | ?                   |  |  |       |  |  |                      |  |  |                      |  |
|                       |   | ?                                 | ?                   |  |  |       |  |  |                      |  |  |                      |  |
|                       |   | ?                                 | ?                   |  |  |       |  |  |                      |  |  |                      |  |
|                       |   | ?                                 |                     |  |  |       |  |  |                      |  |  |                      |  |